# 唐君彻
唐鉴（?—?），字君彻，太原郡晋阳县（今山西省太原市）人，隋朝政治人物，唐邕第二子，凌烟阁功臣唐俭的父亲。
唐君彻在北齐官至中书舍人，隋朝担任顺州、戎州二州刺史，唐君彻与李渊有旧，同领禁卫。大业年间，在武贲郎将任上去世。唐俭落拓不拘规检，但是事亲以孝顺闻名。今山西省祁县故县镇大韩村有唐鉴墓。

## 家族
- 兄：唐羲，字君明，开府仪同三司。开皇初年，卒于应州刺史。
- 唐鉴，字君彻
  - 子：唐憲，字茂彝
  - 子：唐茂纯
  - 子：唐茂琅
  - 子：唐俭，字茂约
  - 子：唐敏，字季卿，司农寺长乐监
- 弟：唐君德，因为唐邕降北周，被北齐处决。